# Гіпсова пов’язка

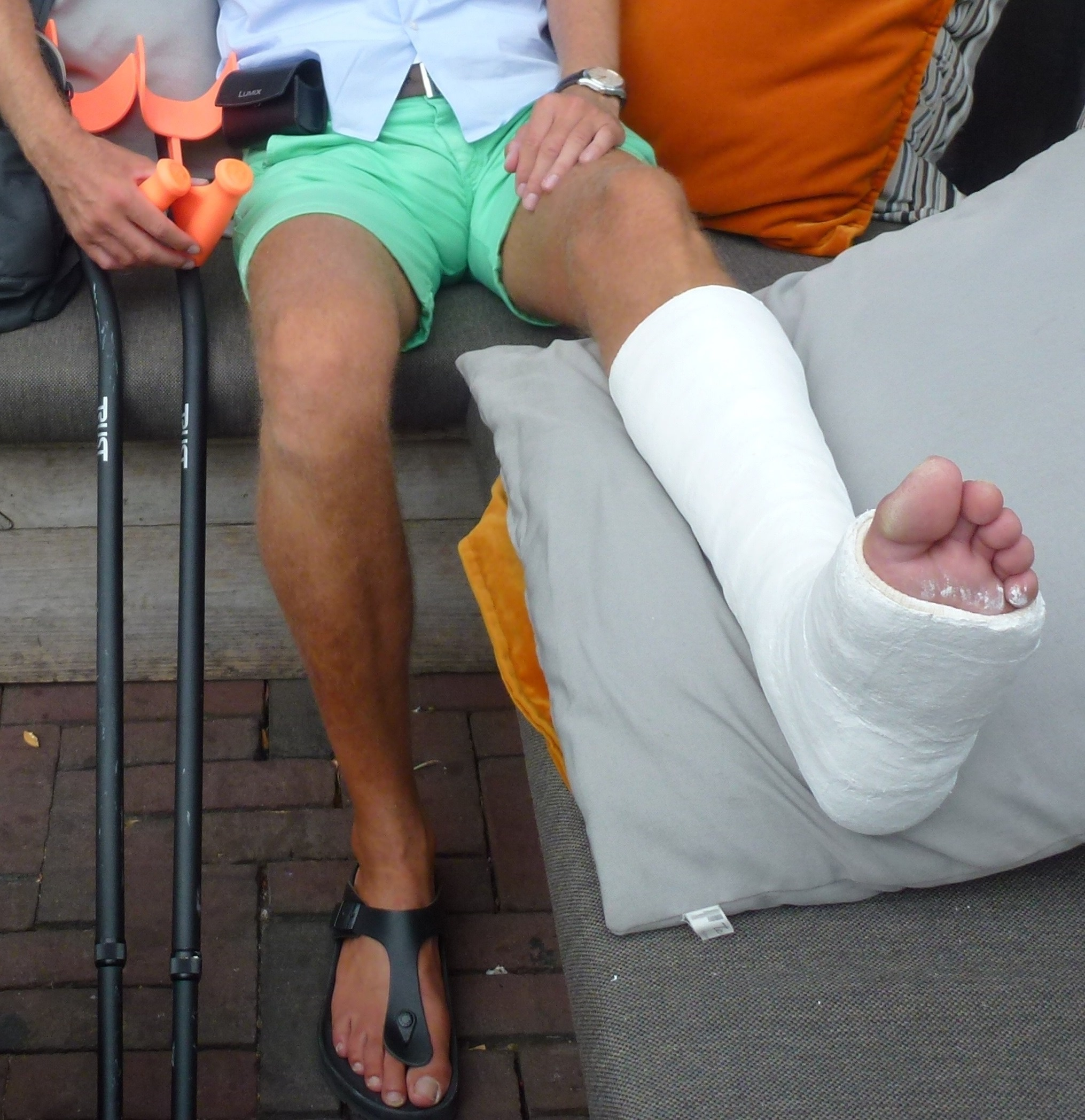
Циркулярна гіпсова пов'язка

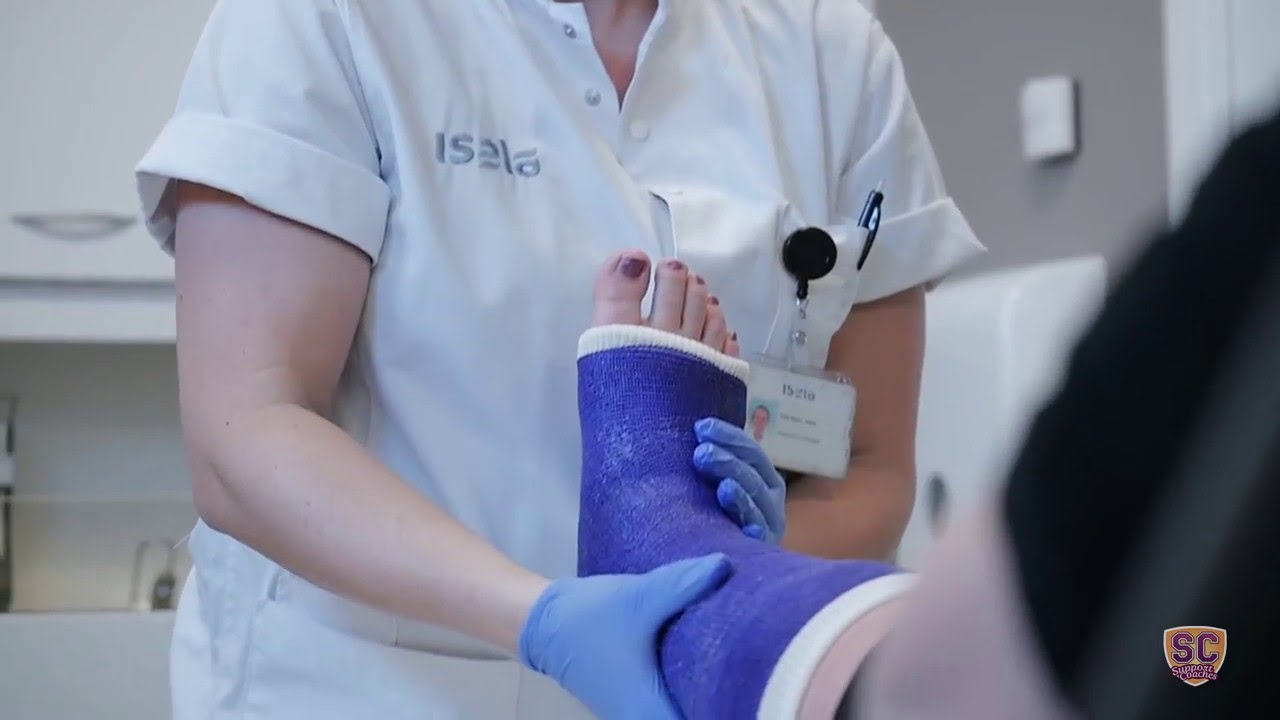
Циркулярна пов'язка з полімерного матеріалу типу Scotchcast

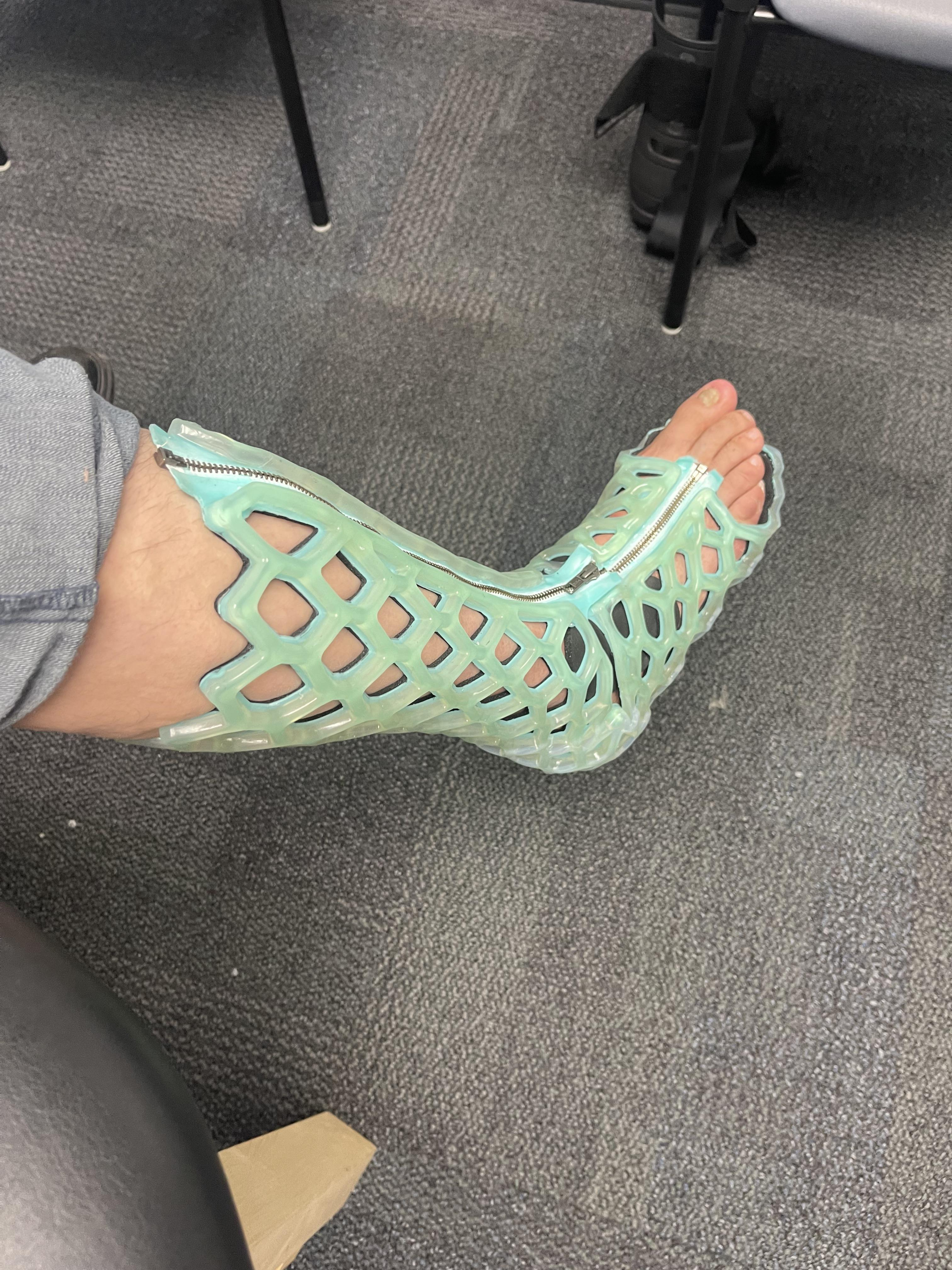
FlexiOH- пов'язка з термопластичного матеріалу

Гіпсова пов'язка (гіпсова іммобілізація) — різновид пов'язки, яка використовується в лікуванні захворювань та пошкоджень опорно-рухового апарату. У більш широкому розумінні процесу роботи з гіпсом у медицині, використовують термін гіпсова техніка — ряд послідовних маніпуляцій та прийомів, пов'язаних із застосуванням гіпсу з лікувальною метою, у хірургії, травматології та стоматології для фіксації та іммобілізації кісткових фрагментів, а також для отримання моделей зубних рядів, щелеп та масок обличчя. Гіпсова техніка також використовується в протезно-ортопедичній справі. Гіпсова техніка в стоматології розглядається в окремій статті.
Сучасною альтернативою гіпсовим пов'язкам може бути застосування для лікувальної іммобілізації пов'язок із зручніших для пацієнта сучасних матеріалів (скотчкаст, софткаст та ін.). Але методика застосування цих матеріалів має свою специфіку.

## Історичні факти
Лікування переломів фіксацією уламків за допомогою різних твердіючих засобів проводилося з давніх-давен. Так ще арабські лікарі для лікування переломів користувалися глиною. Про це стало відомо в Європі у 1790-х роках завдяки англійським консулам Гютрі та Етону.
У Європі на середину XIX століття застосовані тверді суміші камфорного спирту, свинцевої води та збитого білка (Д. Ларрей, 1825), крохмалю з гіпсом (Лафарк (Lafarque), 1838), використовувалися також крохмаль, декстрин, столярний клей. У 1814 р. голландець Гендрік (Hendrik) описав такі самі спроби використати гіпс.
Одна з перших успішних спроб використовувати для цього гіпс належить російському хірургу Карлу Гібенталю (1811). Він обливав пошкоджену кінцівку розчином гіпсу спочатку з одного боку, а потім, піднімаючи її, з іншого і отримав таким чином зліпок двох половин; потім, не знімаючи зліпків, прикріпив їх до кінцівки бинтами. Пізніше Клоке (J. Cloquet, 1816) запропонував поміщати кінцівку в мішок з гіпсом, який потім змочували водою, а В. А. Басов (1843) — у спеціальний ящик, наповнений алебастром. Фактично, ці методи створювали не гіпсові пов'язки, а гіпсові форми.
У 1829—1831 рр.. у Берліні було опубліковано дві дисертації, присвячені гіпсовій пов'язці. Ці роботи (автори — Раух і Мутреус) започаткували розвиток техніки накладання гіпсової пов'язки.

Вперше пов'язки з тканини, попередньо натертої сухим гіпсом, почав застосовувати для лікування переломів голландський хірург Матейсен (A. Mathysen, 1851). Після накладання суцільної пов'язки її змочували за допомогою губки. В період 1851—1860 рр. він опублікував декілька робіт, присвячених гіпсовій пов'язці. Із сучасного погляду техніка Матіссена залишає бажати багато кращого, але для свого часу вона являла великий інтерес. Однак, гіпсова пов'язка Матіссена піддалася різкій критиці. Бельгійське товариство лікарських і природничих наук на засіданні 5 грудня 1852 р. (Journ med. Bruxelles, mai, 1853) дало наступний висновок, що говорить лише про те, як далеко були в той час від високої якості гіпсової пов'язки наших днів:

- Гіпсова пов'язка нерухома.
- З неї не можна зробити з'ємних пов'язок.
- Вона розширюється під час затвердіння.
- Втрачає при розрізанні свою форму.
- Гіпс не всюди є доступним.
- Гіпсова пов'язка забруднює того, хто її накладає.
- Краї такої пов'язки тверді та гострі.
- Гіпс спричинює садна.
- Кісткові виступи недостатньо захищені.
- Гіпсова пов'язка дуже швидко застигає.
- З нею неможливе зручне витягнення кінцівки.

Надалі Ван-де-Лоо (J. Van de Loo, 1853) удосконалив цей метод, запропонувавши тканину, натерту гіпсом, змочувати водою до накладення пов'язки. Королівська Академія медицини Бельгії визнала Матейсена та Ван-де-Лоо авторами гіпсової пов'язки.
Ван-де-Лоо розіслав свою брошуру про гіпсові пов'язки по странах Європи а також у Російську імперію. З брошурою познайомився М. І. Пирогов, який у цей час керував лікуванням поранених у Кримській війні. Пирогов дав позитивну оцінку фіксації кінцівок гіпсовою пов'язкою, ввів її в практику, удосконалив методику Матіссена і написав з цього приводу монографію «Наліпна алебастрова пов'язка в лікуванні простих та складних переломів та для транспорту поранених на полі битви» (1854 рік). Завдяки Миколі Пирогову розвиток техніки накладання гіпсової пов'язки значно просунулося вперед.
Метод Пирогова полягав у тому, що кінцівку обгортали ганчіркою, на кісткові виступи накладали додаткове ганчір'я; сухий гіпс висипали у воду і готували розчин; рукави сорочок, кальсони або панчохи складали в 2-4 шари і опускали в розчин, потім розтягували «на льоту», розмазували руками по обидва боки кожної смуги. Смуги (лонгети) накладали на пошкоджену кінцівку та зміцнювали поперечними смугами, накладеними так, щоб одна покривала до половини іншу. Таким чином Пирогов, який вперше запропонував накладення гіпсових пов'язок, просочених рідким гіпсом, є творцем як кругової (циркулярної), так і лонгетної гіпсової пов'язки.
Пропагандистом і захисником гіпсової пов'язки був професор Дерптського університету Ю. К. Шимановський, який випустив 1857 р. монографію «Гіпсова пов'язка особливо застосування військової хірургії». Адельман і Шимановский запропонували безпідкладкову гіпсову пов'язку (1854).
Відомий австрійський хірург Теодор Більрот (1870) вважав спосіб фіксації кінцівки гіпсовою пов'язкою при переломах важким, але водночас найдосконалішим.
У другій половині ХІХ століття гіпсові пов'язки мали ще обмежене застосування. Це, мабуть, пояснюється багатьма ускладненнями, які відбувалися від недосконалості техніки. З розвитком ортопедії техніка гіпсової пов'язки стала швидко покращуватись. Найбільш підходящим матеріалом для гіпсових бинтів та лонгет була визнана марля. Як підкладку під пов'язку почали застосовувати вату, трикотажну тканину. Почали з'являтися опеціальні інструмети для розрізання та зняття гіпсових пов'язок, а також різні апарати та пристрої для їхнього накладання.

## Спеціалісти
Такими навичками, як уміння оцінити стан кінцівки в гіпсовій пов'язці, зняти гіпсову пов'язку, повинен володіти кожен лікар.
В Украіні та в пострадянських країнах медичного працівника, який працює з гіпсовими пов'язками часто іменують — «гіпсотехнік».

## Покази
Гіпсову пов'язку широко застосовують при травмах мирного та військового часу та при лікуванні різних захворювань опорно-рухового апарату, коли необхідна іммобілізація кінцівки, тулуба, шиї, голови

### Переваги гіпсових пов'язок
Гіпсова пов'язка має такі незамінні якості:
- вона швидко твердне, дозволяючи в той же час добре її моделювати у бажаному положенні кінцівки чи хребта;
- дуже міцна, якщо гіпс гарної якості;
- щільно та рівномірно прилягає до тіла;
- може бути тонкою (без порушення міцності) і досить тонкою;
- дозволяє в будь-який момент перетворити її на коригуючу;
- дозволяє за необхідності перетворити її на розрізну або зйомну лише з незначним порушенням міцності та фіксації даної частини тіла або шину різної глибини;
- може бути накладена лонгетним методом.

## Протикопоказання
Порушення кровообігу внаслідок перев'язки великих судин, гангрена кінцівки, анаеробна інфекція; гнійні інфільтратм, флегмони. Накладення гіпсової пов'язки також недоцільно особам похилого віку з тяжкими соматичними порушеннями.
Відносним протипоказанням є гострі переломи або вивихи з ризиком тривалого набряку, при якому може розвинутися ішемія, спричинена компартмент-синдромом після накладення надмірно тугої гіпсової пов'язки

## Обладнання та інструменти
Гіпсування зазвичай здійснюють у спеціально виділених приміщеннях (гіпсувальна кімната, перев'язувальна). Вони оснащені спеціальним обладнанням (столи для підготовки матеріалу та гіпсування, тазо-, спино- та ногоутримувачі, рама для підвішування хворого при накладенні корсетної пов'язки з петлею для витягування тощо), інструментами, тазами для змочування гіпсових бинтів.
Для накладання та зняття гіпсової пов'язки необхідно мати наступні інструменти:
- Ножиці різних конструкцій — прямі, кутоподібні, ґудзикові.[2] Для розрізання пов'язки треба користуватися спеціальними гіпсовими ножицями Штілле (Stille), які при вмілому застосуванні ріжуть швидко, не псують пов'язки, не пошкоджують шкіри та не завдають болю.[1]
- Гіпсорозширювачі.[2] Для зняття пов'язки, після того, як вона розрізана, необхідно розсунути ширше її краї і відігнути їх. Для цього застосовуютт два інструмента — розширювач Кнора (Кпог) та щипці Вольфа (Wolf).[1]
- Щипці для відгинання краю пов'язки.[2]
- Пили — напівкруглу, листову, круглу.[2]

З апаратів для накладання корсету найпростішим є апаратом, запропонованим американським хірургом Сейром (Sауге). Він складається з нашийника та пахвових петель, підвішених на металевому коромислі. Також може використовуватися аппарат Енгельмана.
Також можуть використовуватися різноманітні ортопедичні столи, наприклад стол Хоулі.
Для накладення гіпсової пов'язки також потрібні:
- Підкладочний матеріал — спеціальні трикотажні панчохи (стокінет, англ.- Stockinet)[4], марлевий бинт, звичайна або спеціальнаа пдікладочна вата, або синтетичні підкладочні матеріали (англ.- cast padding[5]).
- Перев'язувальний матеріал у рулонах[4] (марлеві бинти, еластичні бинти, самофіксуючі бинти)
- Гіпсові бинти або скловолоконні бинти необхідної ширини або довжини[4]
- Ножиці[4]
- Тепла вода та відро або інший контейнер для води[4]
- Нестерильні рукавички[4]

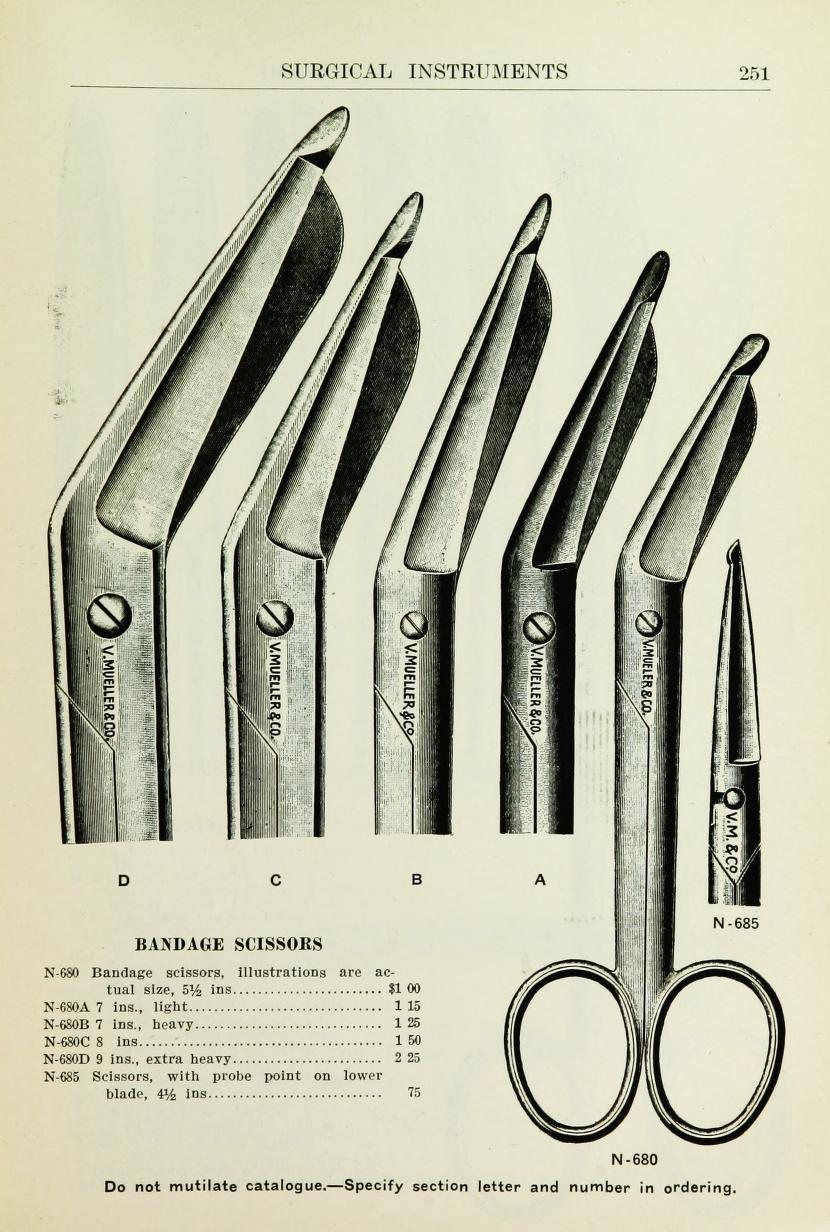
Ножиці для пов’язок. Каталог медичних інструментів V. MUELLER & COMPANY, США 1911 рік
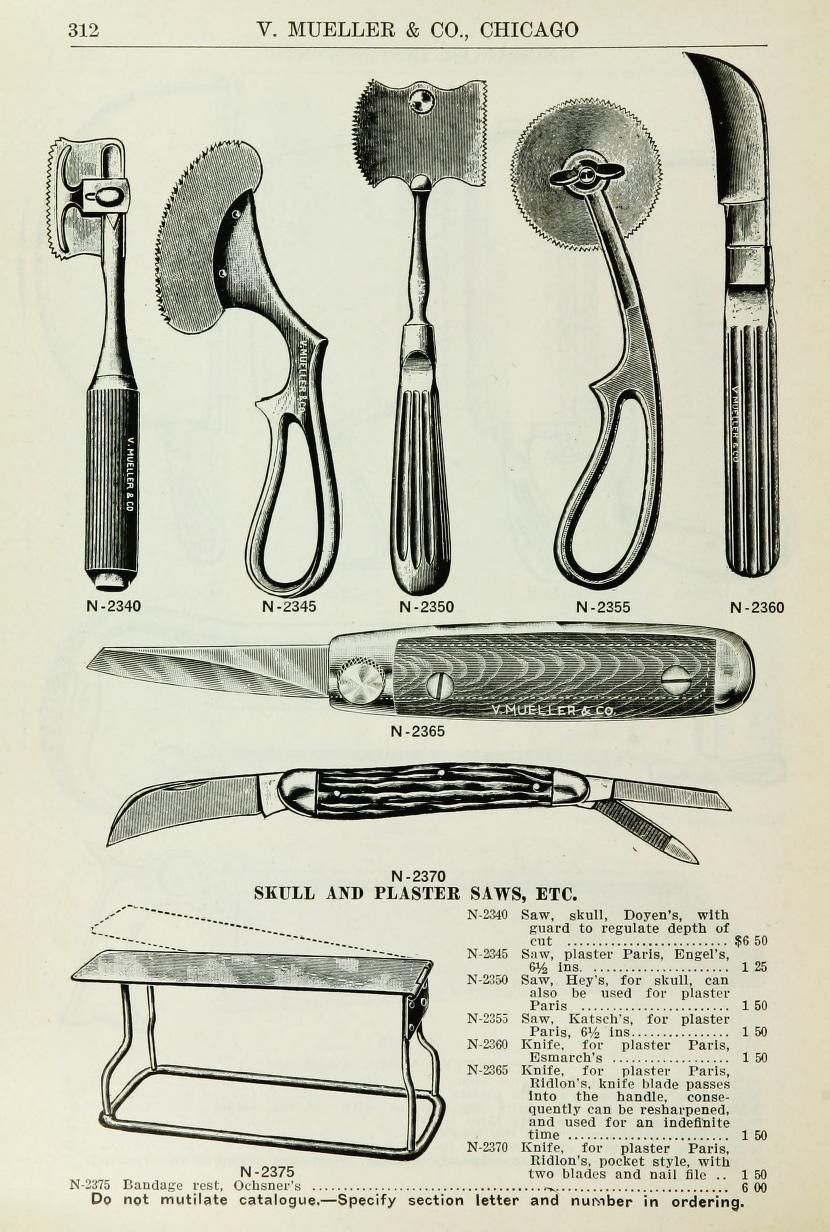
Пилки та ножі для гіпсових пов’язок з каталогу медичних інструментів V. MUELLER & COMPANY, США 1911 рік
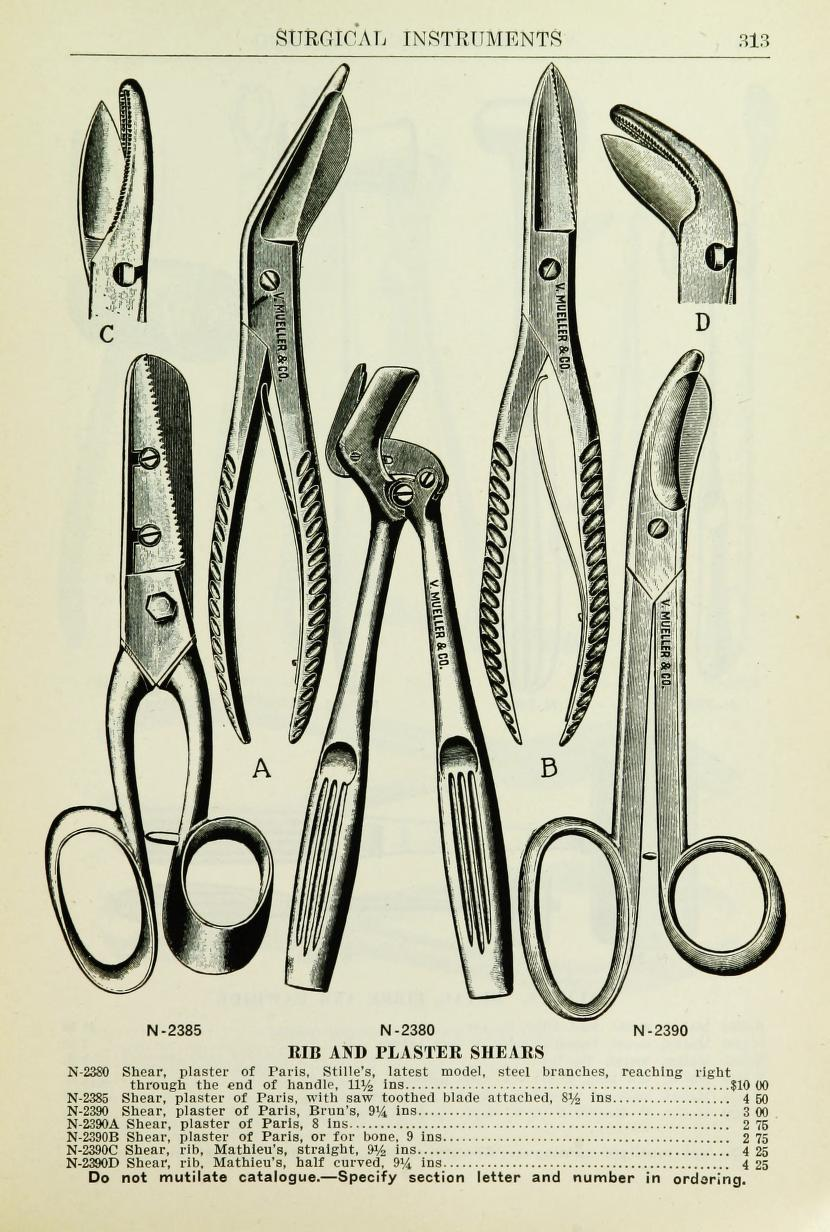
Ножиці (кусачки) для розрізання гіпсових пов’язок (Штілле). За виключенням ребернних кусачок Mathieu's (код N2390C та D) з каталогу медичних інструментів V. MUELLER & COMPANY, США 1911 рік
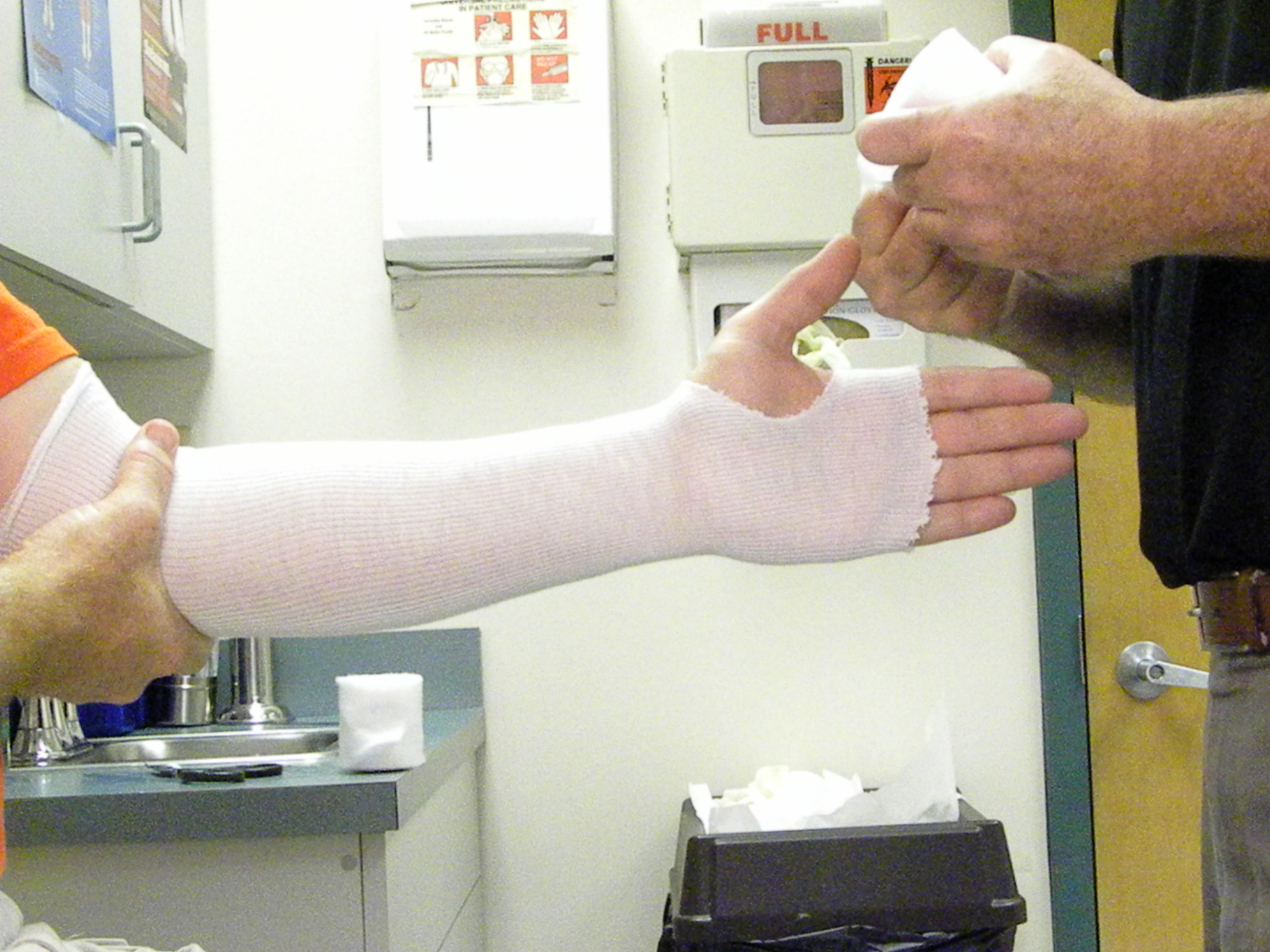
Бавовняна панчоха (стокінет) - підкладочний матеріал під гіпсову пов’язку

## Види гіпсових пов'язок
Основні види гіпсових пов'язок:

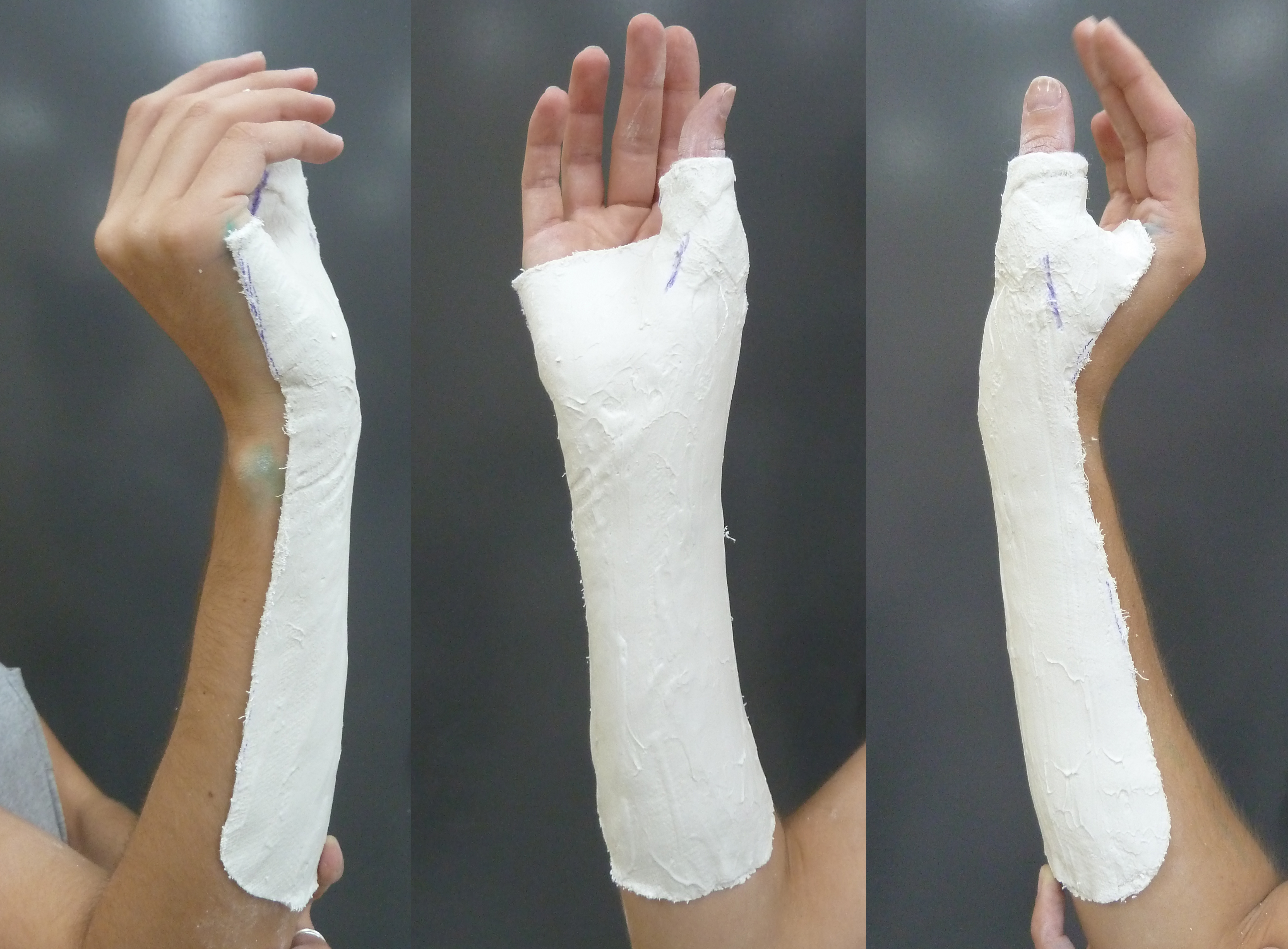
Лонгетна гіпсова пов'язка накладена по долонній поверхні передпліччя з фіксацією кисті в розгинальному положенні та додатковою фіксацією 1 пальця

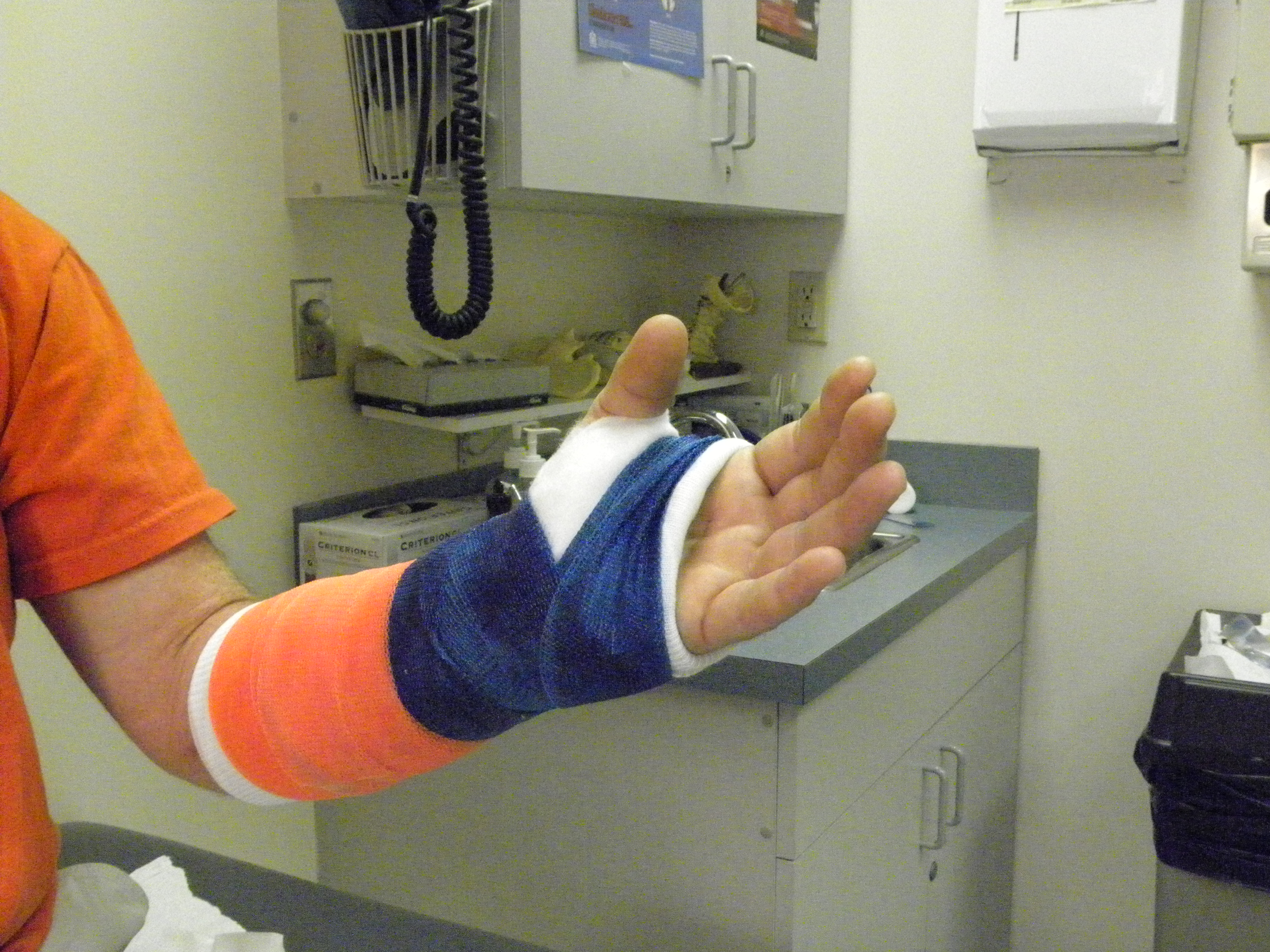
Циркулярна пов'язка з полімерного матеріала до верхньої частини передпліччя

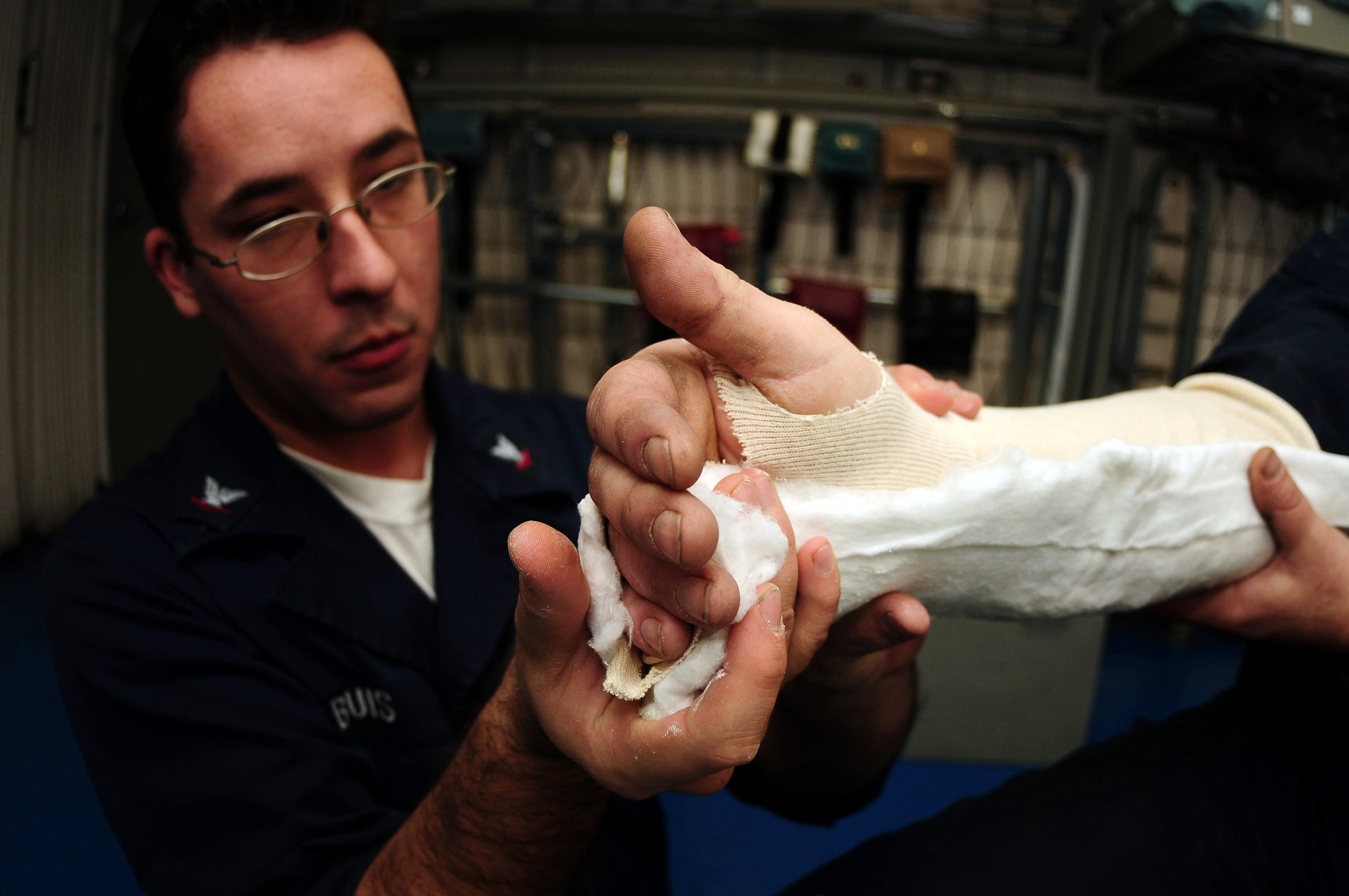
Гіпсова лонгета з фіксацією 4-5 пальців

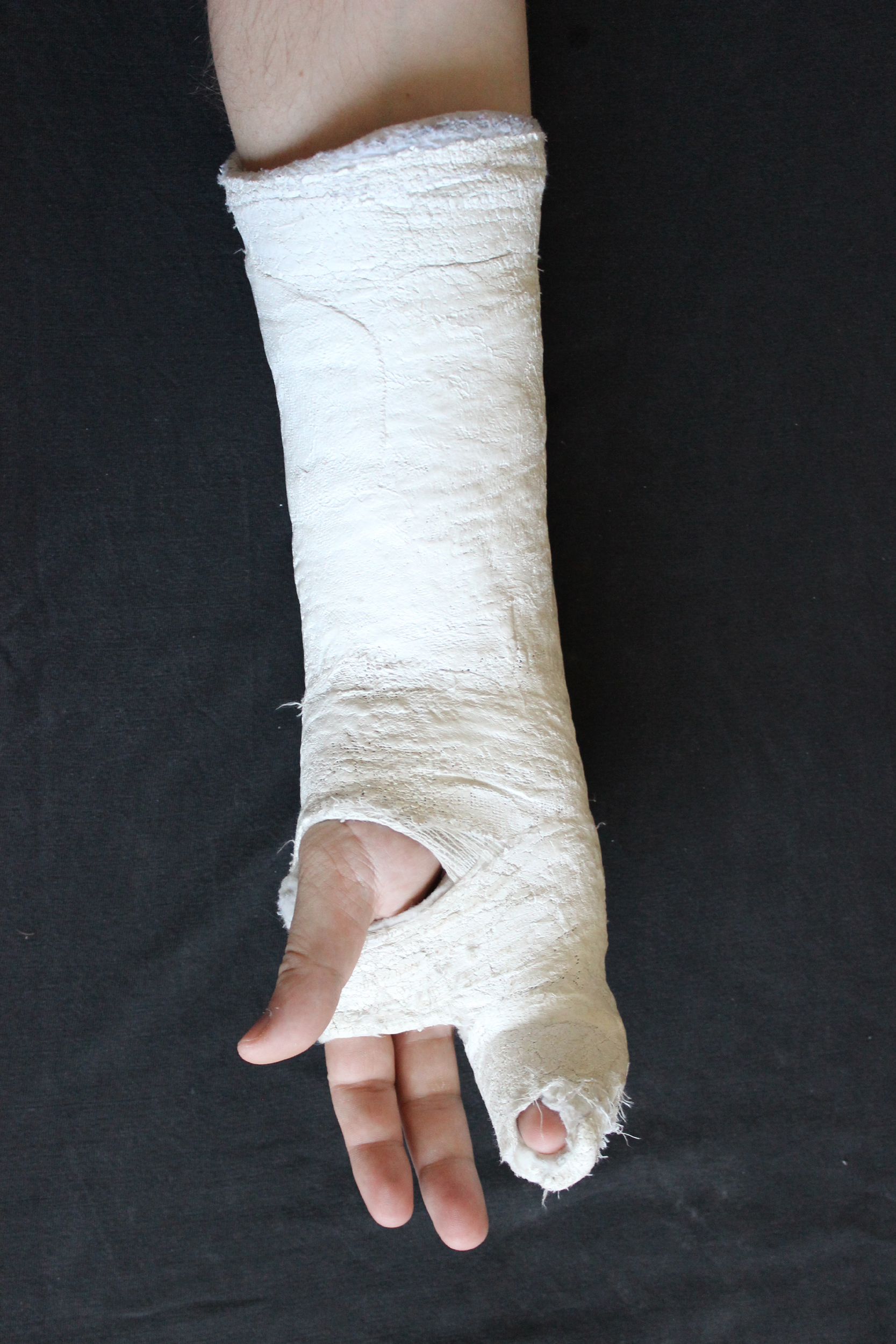
Гіпсова циркулярна пов'язка з фіксацією 4-5 пальців при переломі 5 плюсневої кістки

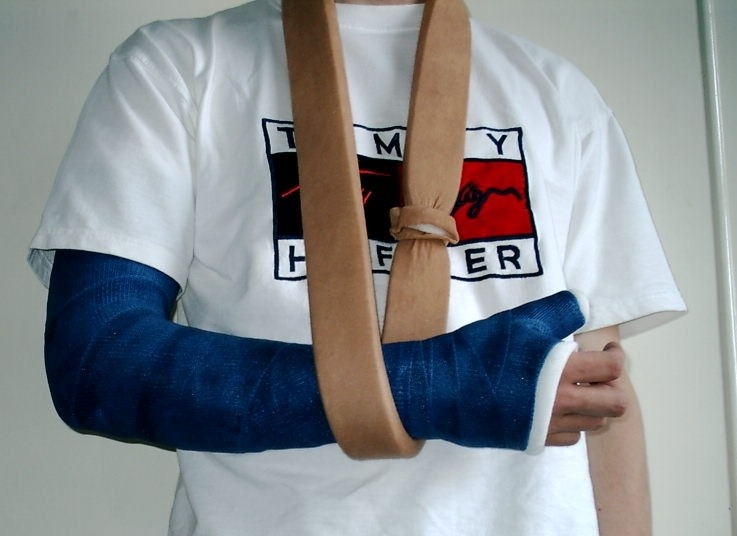
Циркулярна пов'язка з полімерного матеріалу до верхної частини плеча

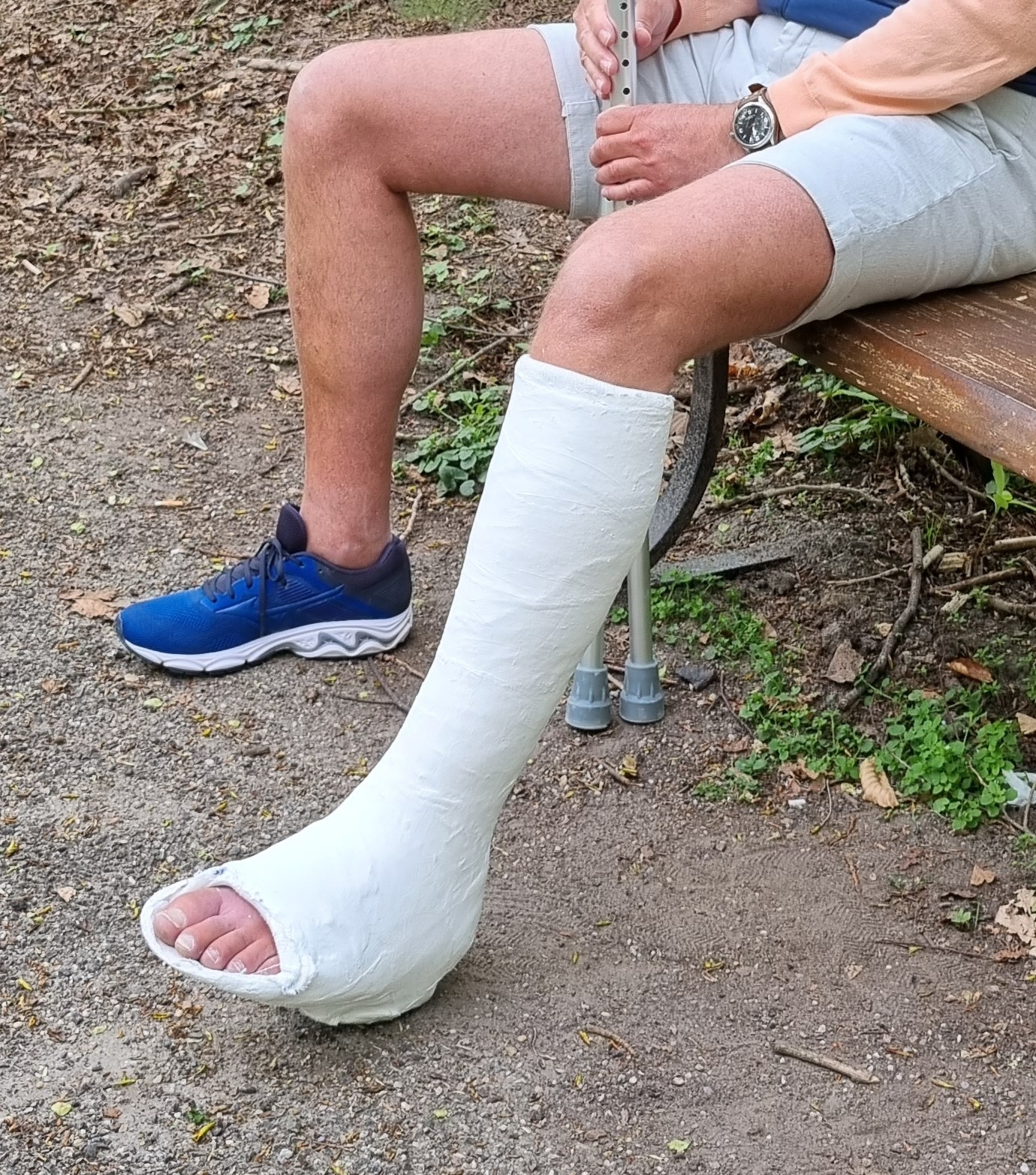
Циркулярна гіпсова пов'язка до колінного суглоба, з додатковим нагіпсованим «перекатом» для часткового навантаження

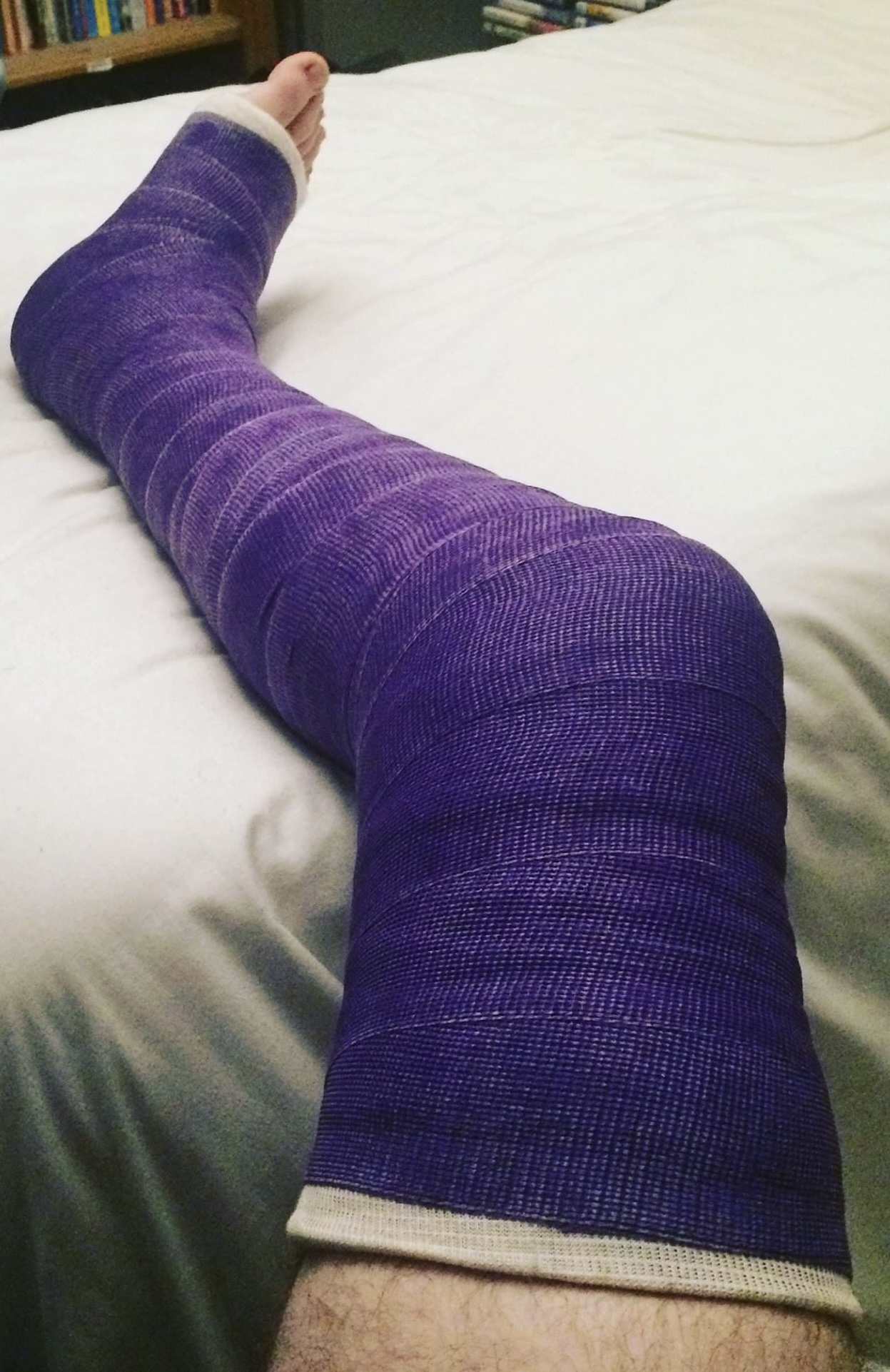
Циркулярна пов'язка з полімерного матеріалу до середини стегна, використовується при переломах в ділянці гомілки

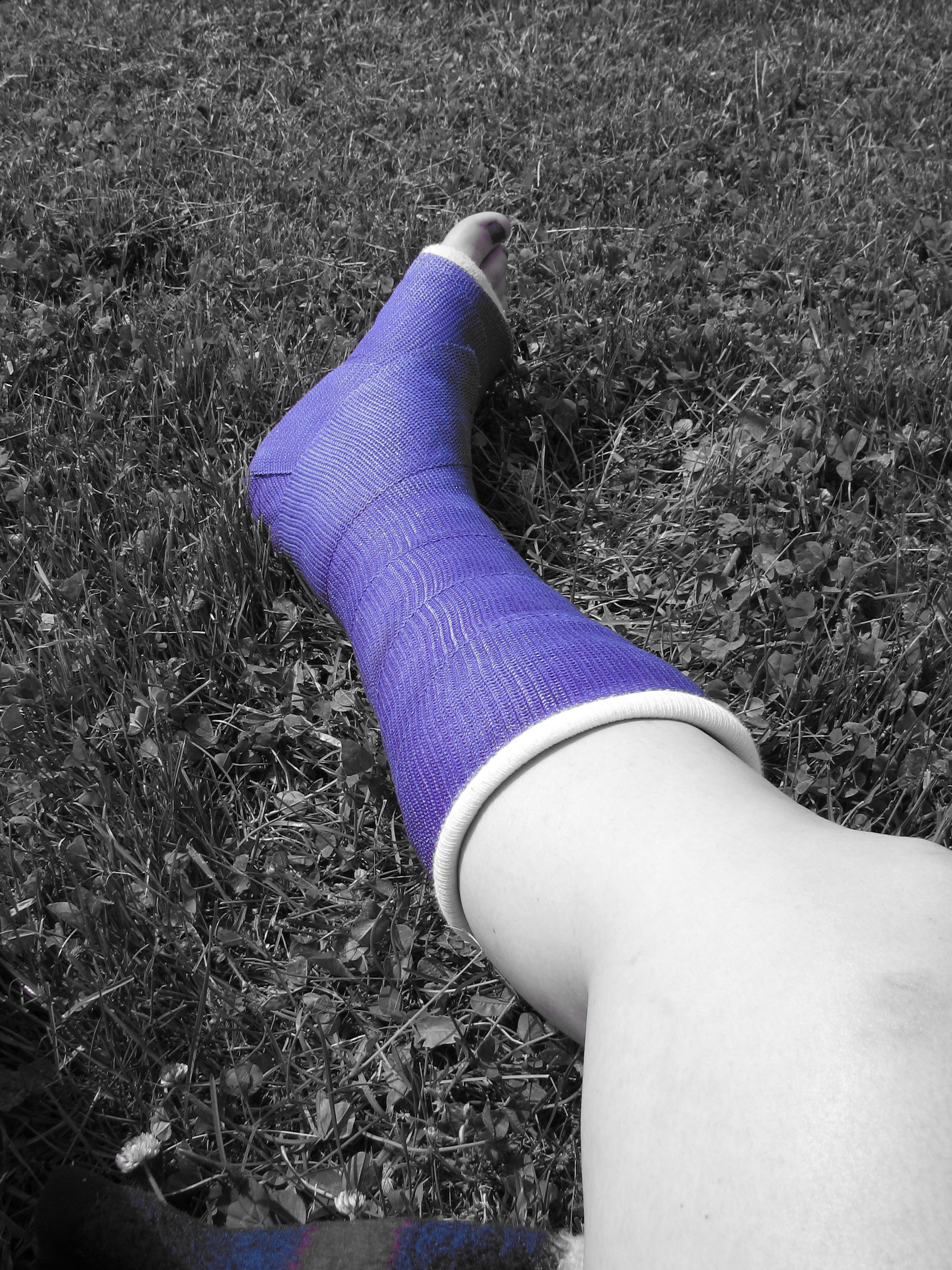
Циркулярна пов'язка з полімерного матеріалу до колінного суглоба, використовується при переломах в ділянці гомілкостопного суглоба

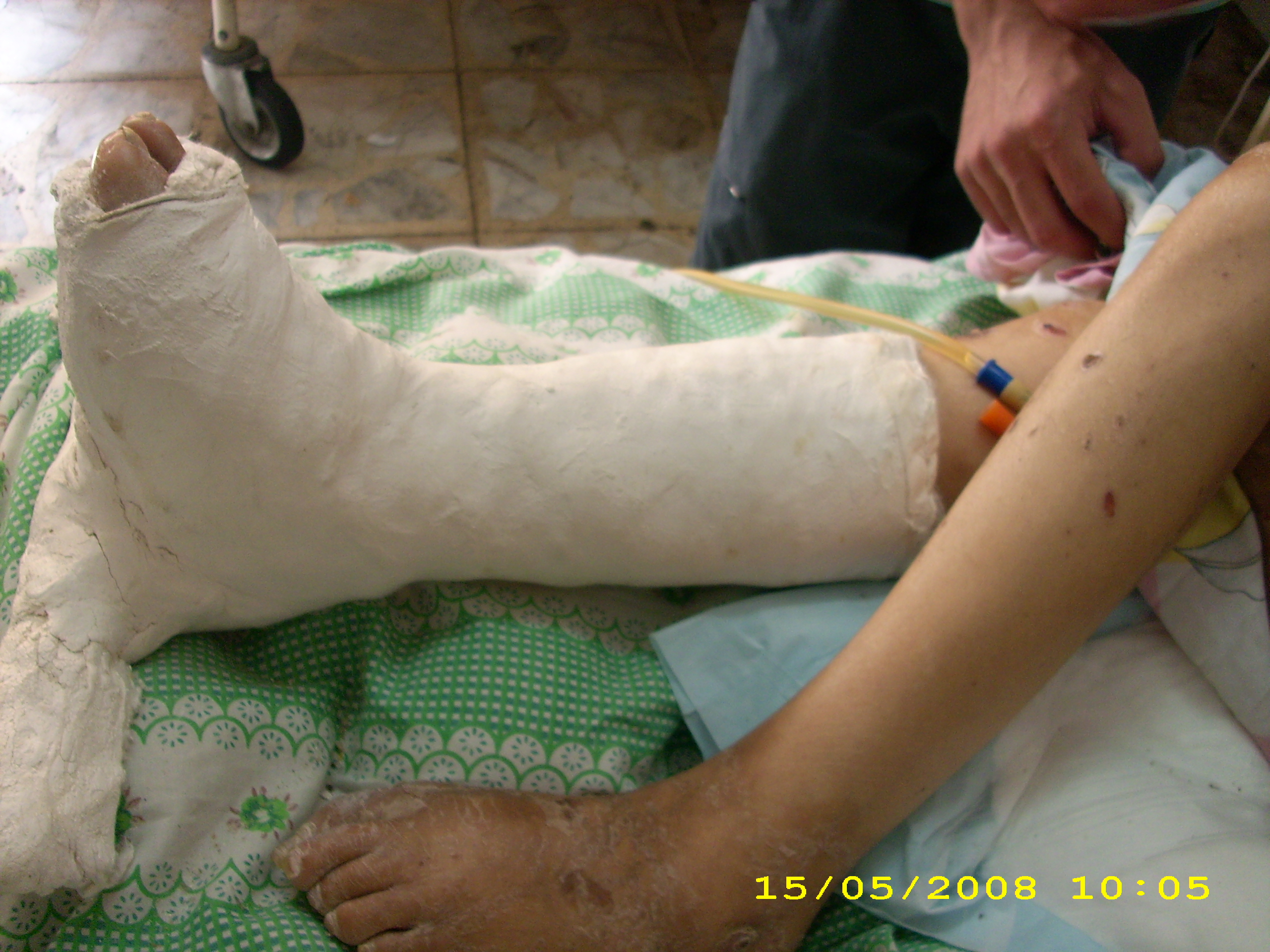
Гіпсова пов'язка «деротаційний чобіток»

- циркулярна, кругова, глуха (безпідкладкова та підкладкова). Циркулярна пов'язка — це глуха гіпсова пов'язку, накладену безпосередньо на тіло (безпідкладкова) або на тіло, попередньо покрите ватно-марлевими бинтами чи трикотажною панчохою (підкладкова).[2]
- вікончата. Гіпсова пов'язка яка також є циркулярною пов'язкою з «вікном», вирізаним над раною; доцільна за необхідності огляду рани, перев'язок.[2]
- мостоподібна. Коли необхідно залишити відкритим не менше 2/3 діаметра кінцівки на якійсь ділянці використовують мостоподібну пов'язку. Вона складається з двох гільз, скріплених між собою вгіпсованими одним або декількома «мостами». Доцільна за необхідності огляду рани, перев'язок.[2]
- етапна. Пов'язка застосовується для усунення контрактур і деформацій. Накладають циркулярну пов'язку з незначним можливим усуненням деформації, а через 7-10 днів розсікають її на 1/2 кола в області деформації та положення кінцівки знову коригують; в простір, який утворився, вставляють дерев'яну або пробкову розпірку і досягнуте виправлення фіксують круговим гіпсовим бинтом. Наступні етапні гіпсові пов'язки накладають через 7-10 днів.[2]
- відкрита (лонгетна, шинна). Шинну відкриту гіпсову пов'язку зазвичай накладають на задню поверхню кінцівки. Її можна виготовити заздалегідь знятям мірок з гіпсових бинтів або лонгет чи бинти розкотати безпосередньо на тілі хворого. У шинну гіпсову пов'язку можна перетворити циркулярну, вирізавши 1/3 її передньої частини.[2]
- комбінована (з закруткою, шарнірна). Гіпсову пов'язку із закруткою застосовують для усунення стійких контрактур. Вона складається з двох гільз, з'єднаних між собою мотузковими петлями. Обертанням палички-закрутки натягують шнур і зближують точки його прикріплення. Шарнірну гіпсову пов'язку застосовують для лікування переломів кісток за необхідності поєднувати фіксацію пошкодженої ділянки з частковим збереженням функції суміжнього суглоба. Вона складається з двох гільз, пов'язаних між собою металевими шинами із шарнірами. Вісь шарніра має збігатися з віссю суглоба.[2]
- корсети. Циркулярна гіпсова пов'язка, яка накладається на тулуб та тазовий пояс при захворюваннях хребта.[2]
- ліжечка. Особливий вид гіпсової пов'язки, яка знімається. Використовується для іммобілізації хребта, яввляє собою гіпсове ліжечко.[2]

Неодмінною умовою лікування «свіжих» переломів гіпсовими пов'язками є знерухомлення двох суміжних до пошкодженого сегменту суглобів.
Гіпсовий тутор — це вкорочена знизу циркулярна гіпсова пов'язка. Кисть і стопа за будь-якого варіанта тутора залишаються вільними. Тутори при зашнуровуванні обох половин перетворюються на зйомні.

### Гіпсові пов'язки на череп
- Гіпсова пов'язка на череп (шолом). Використовується при поранені черепа з випадінням мозгової тканини з метою коли звичайна м'яка пов'язка не може захистити мозкову тканини, під час сну та транспортування.[1]

### Гіпсові корсети для хребта
- Гіпсовий корсет-ошийник (ошийник Кало). Накладається з метою розвантажити шийний відділ хребта (особливо 1 та 2 шийні хребці)[1]
- Гіпсовий корсет-комірець. Цей корсет застосовується при захворюванні та пошкодження VII, VIII, IX, X грудних хребців.[1]
- Гіпсовий корсет із плечами (корсет Ланге). Застосовується при захворюванні і пошклджені XI—XII грудних хребців[1]
- Гіпсовий низький корсету по Соловйову. Призначається при захворюваннях та пошкодженні поперекових хребців.[1]
- Гіпсовий низький корсету по Кало. Ідентичний до корсету Соловйова, але накладається в горизонтальному положенні.[1]
- Гіпсовий низький корсет по Чижину. Накладається за допомогою виключно гіпсових лонгет.[1]
- Гіпсова пов'язка та ошийник при кривошиї.[1]
- Гіпсовий корсет з головним кільцем по Вулльштейну (Wullstein)[1]
- Гіпсова лонгетна пов'язка для іммобілізація щийного відділу хребта[1]

### Гіпсові кроватки
Гіпсова кроватка є аналогом гіпсового корсету, яка може використовуватися в стаціонарних закладах охорони здоров'я та використовувалася в деяких спеціалізованих закладах санаторного типу (наприклад при лікування туберкульозу кісток). Перевагою кроватки над корсетом є краща гігієна, та можливість комбінувати положення тіла. Різновиди:
- Гіпсова кроватка з головним кінцем[1]
- Гіпсова кроватка з напівворотником[1]
- Гіпсова кроватка низька[1]
- Гіпсова кроватка при кіфосколіозі[1]

### Гіпсові пов'язки, верхня кінцівка
- Гіпсова пов'язка по Дезо (Вельпо).[1]
- Лонгетна гіпсова пов'язка з переходом на тулуб. Довжина лонгети повинна дорівнювати відстані від основи пальців через всю руку (при зігнутому лікті до прямого кута) через надпліччя, на спину, через здоровий бік на грудну клітину до середньої лінії тіла.[1]
- Торакоброхіальна гіпсова пов'язка. При лікуванні переломів плечової кістки гіпсовою пов'язкою повинні бути знерухомлені плечовий і ліктьовий суглоби. Рука має перебувати в середньофізіологічному положенні — відведена на 60 °, виведена вперед на 30 °, згинання в ліктьовому суглобі 90 °, тильне згинання кисті — 30°.[6]
- Гіпсова пов'язка по Смірнову-Ванштейну. Використовується при переломах ключиці. Рука на боці пошкодження згинається у ліктьовому суглобі до кута в 90° відводиться назад і максимально догори. Рука фіксується до тулуба двома турами гіпсових бинтів. Один з них йде горизонтально навколо плеча та грудної клітки, інший через здорове надпліччя, захоплюючи нижню третину плеча та верхню третину передпліччя. Після затвердіння гіпсової пов'язки ключиця в вправленому стані фіксується гіпсовою лямкою, яка проходить над акроміальним кінцем ключиці.[7]
- Гіпсова пов'язка до верхньої третини плеча. При лікуванні переломів кісток передпліччя гіпсова пов'язка накладається від основи пальців до верхньої третини плеча[6]
- Гіпсова пов'язка до верхньої третини передпліччя. При лікуванні переломів променевої кістки у типовому місці, переломів п'ясткових кісток гіпсова пов'язка накладається від проксимальних міжфалангових суглобів до верхньої третини передпліччя.[6]
- Гіпсова пов'язка по Сармієнто (Sarmiento brace). Функціональна пов'язка при переломах діафізу плечової кістки.[8][9]
- «Висяча» гіпсова пов'язка по Колдвелу (Caldwell). Використовується при переломах діафізу плечової кістки.[10][11]

### Гіпсові пов'язки, нижня кінцівка
- Гонітна гіпсова пов'язка. При переломах стегнової кістки, коли потрібно знерухомити колінний і тазостегновий (кульшовий) суглоби, гіпсова пов'язка захоплює ногу від гомілковостопного суглоба зверху, всю ногу і закінчується тазовим поясом.[6]
- Кокситна гіпсова пов'язка. При ушкодженнях кульшового суглоба, переломах шийки стегна, переломах вертлюгової зони і переломах підвертальних гіпсова пов'язка поширюється зверху від реберних дуг до гомілковостопного суглоба на пошкодженій нозі та до колінного суглоба на здоровій.[6]
- Гіпсова пов'язка до сідничної складки. При переломах кісток гомілки повинні бути знерухомлені колінний і гомілковостопний суглоби, пов'язка накладається від кінчиків пальців до сідничної складки, а не середньої третини стегна[6]
- Гіпсова пов'язка до колінного суглоба. При лікуванні пошкоджень гомілковостопного суглоба накладається гіпсова пов'язка від кінчиків пальців до колінного суглоба.[6]
- Гіпсова функціональна пов'язка по Сармієнто (Sarmiento cast, patella tendon bearing cast (or PTB). При діафізарних переломах кісток гомілки.[12]
- Гіпсова пов'язка «Деротаційний чобіток». Використовується як функціональний метод при переломах шийки стегна та інших переломах проксимального відділу стегна[13]

## Техніка накладання гіпсових пов'язок
Для накладання гіпсових пов'язок використовують спеціальні промислово виготовлені медичні гісові бинти різної ширини.
Перед використанням гіпсових бинтів та підкладочного матеріалу потрібно уважно ознайомитися з інструкцією та рекомендаціями виробника.
Загальні правила при накладанні гіпсових пов'язок:
- кінцівка повинна бути у функціонально вигідному положенні;[15]
- потрібна гарна репозиція відломків перелома, яку потрібно утримувати під час накладання гіпсової пов'язки;[15]
- гіпсова пов'язка повинна фіксувати 2 суміжних суглоба;[15]
- кінці пальців кисті або стопи повинні залишатися відкритими;[15]
- на кісткові виступи необхідно додатково підкласти ватні подушки (бажано не з гігіроскопічної вати);[15]
- гіпсова пов'язка повинна бути ретельно відмодельована, рівномірно облягати, але не здавлювати тіло;[15]
- після накладення гіпсової пов'язки її маркують — пишуть на самій пов'язці дату перелома, дату накладення пов'язки та орієнтовний термін зняття пов'язки.[15]

Перед накладання гіпсової пов'язки потрібно вибрати трикотажну панчоху відповідної ширини, вона має бути облягаючою, але не настільки щільною, щоб порушувати кровообіг. Надягають трикотажну панчоху так, щоб закрити область (наприклад, приблизно на 5-10 см) проксимальніше і дистальніше за передбачувану довжину гіпсової пов'язки. Накладіть кілька шарів підкладочної пов'язки (як правило, 4). Слід обернути підкладочний бинт циркулярно, у напрямку від дистального кінця до проксимального, покриваючи область, на яку накладатиметься гіпсова пов'язка. Кожний тур підкладочного бинта повинен перекривати половину попереднього тура (правило перекриття на 50 % (half-overlaping technique). Накладати підкладочну пов'язку на шкіру слід щільно, без проміжків, але не настільки щільно, щоб порушити кровообіг. Покрити пов'язкою трохи більшу (приблизно на 3-5 см) ділянку кінцівки, ніж буде передбачувана довжина гіпсу або скловолокна. При необхідності слід згладити підкладку, щоб уникнути виступів та ущільнень. Для розгладження випинаннь слід відірвати частину прокладки області складок. Необхідно накласти окремі (але не навколо кінцівки) смуги підкладочного бинта над кістковими виступами та навколо них. Слід занурити гіпсовий матеріал у теплу воду. Обережно видалити надлишки води з гіпсового матеріалу, не вичавлювати гіпсову масу. Наносять гіпсовий бинт для циркулярних пов'язок, по колу від дистального до проксимального кінця, перекриваючи шар нижче половини ширини гіпсового бинта. Слід використати 8-10 шарів гіпсового бинта (як правило) або 2-4 шари скловолоконного бинта, щоб забезпечити достатню міцність гіпсової пов'язки. Слід згладити матеріал для шинування, щоб заповнити проміжки у гіпсі, з'єднати шари та надати йому контурів кінцівки. Для запобігання формуванню нерівностей, які приводять до утворення пролежнів, слід їх усунути долонями, а не кінчиками пальців. Перш ніж додати останній шар гіпсвого матеріалу, розгорнути трикотажну підкладку. Необхідно відвернути додаткові шари трикотажу та ватної підкладки у зовнішніх краях гіпсової пов'язки, щоб покрити необроблені краї матеріалу, яким шинують, і згладити їх; закріпіть трикотаж під гіпсом. Слід утримувати частину тіла в бажаному положенні, поки гіпсовий матеріал не затвердіє достатньо, зазвичай протягом 10-15 хвилин. Необхідно перевірити стан судинних дистальних відділів (наприклад, наповнення капілярів і чутливість дистальних відділів) та рухову функцію.
Використання холоднігої води збільшує час, необхідний для затвердіння матеріалу, яким шинують, що дає медичному працівникові більше часу для формування гіпсової пов'язки.

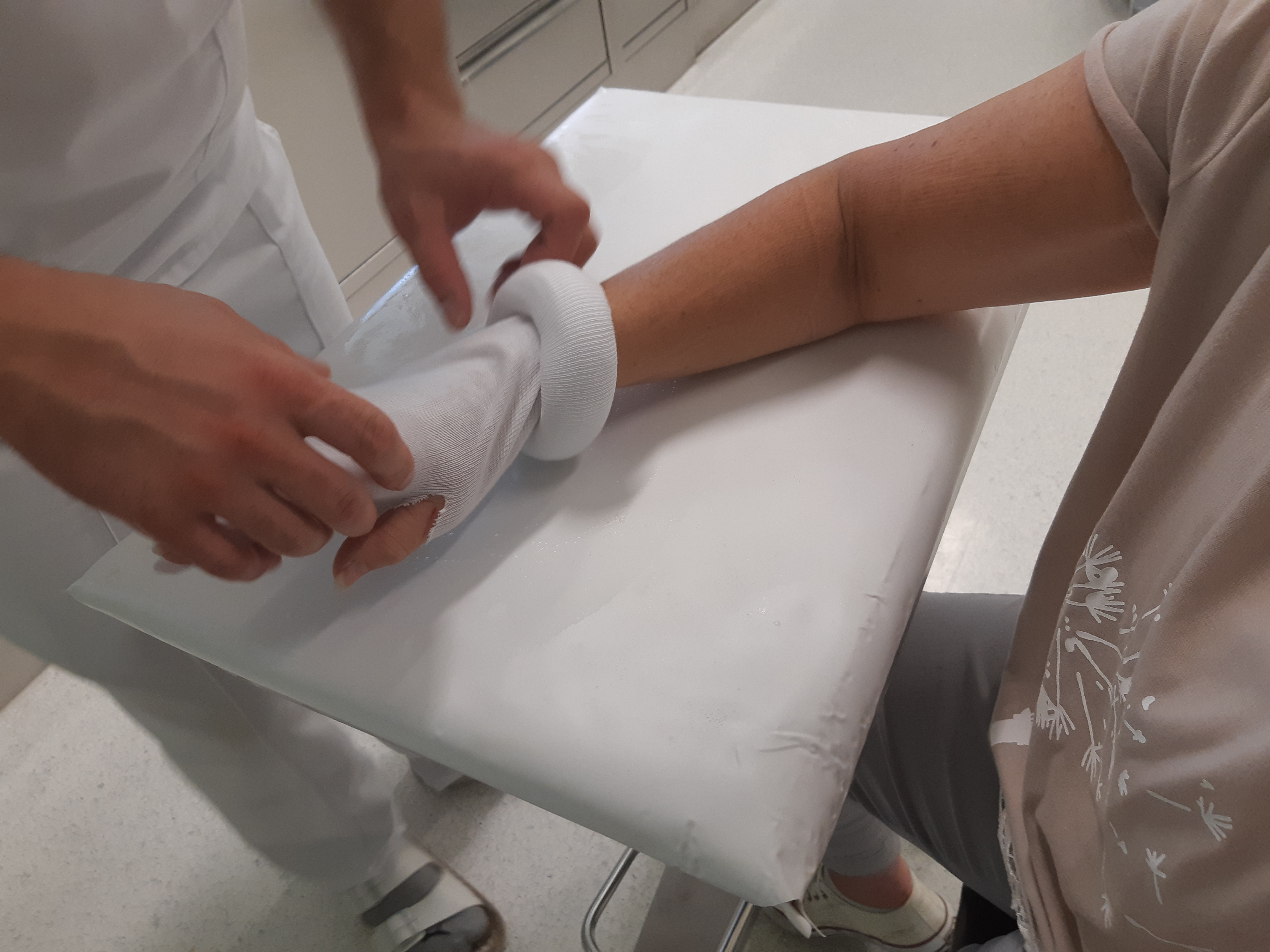
Етап 1-одягання бавовняної панчохи (стокінет)
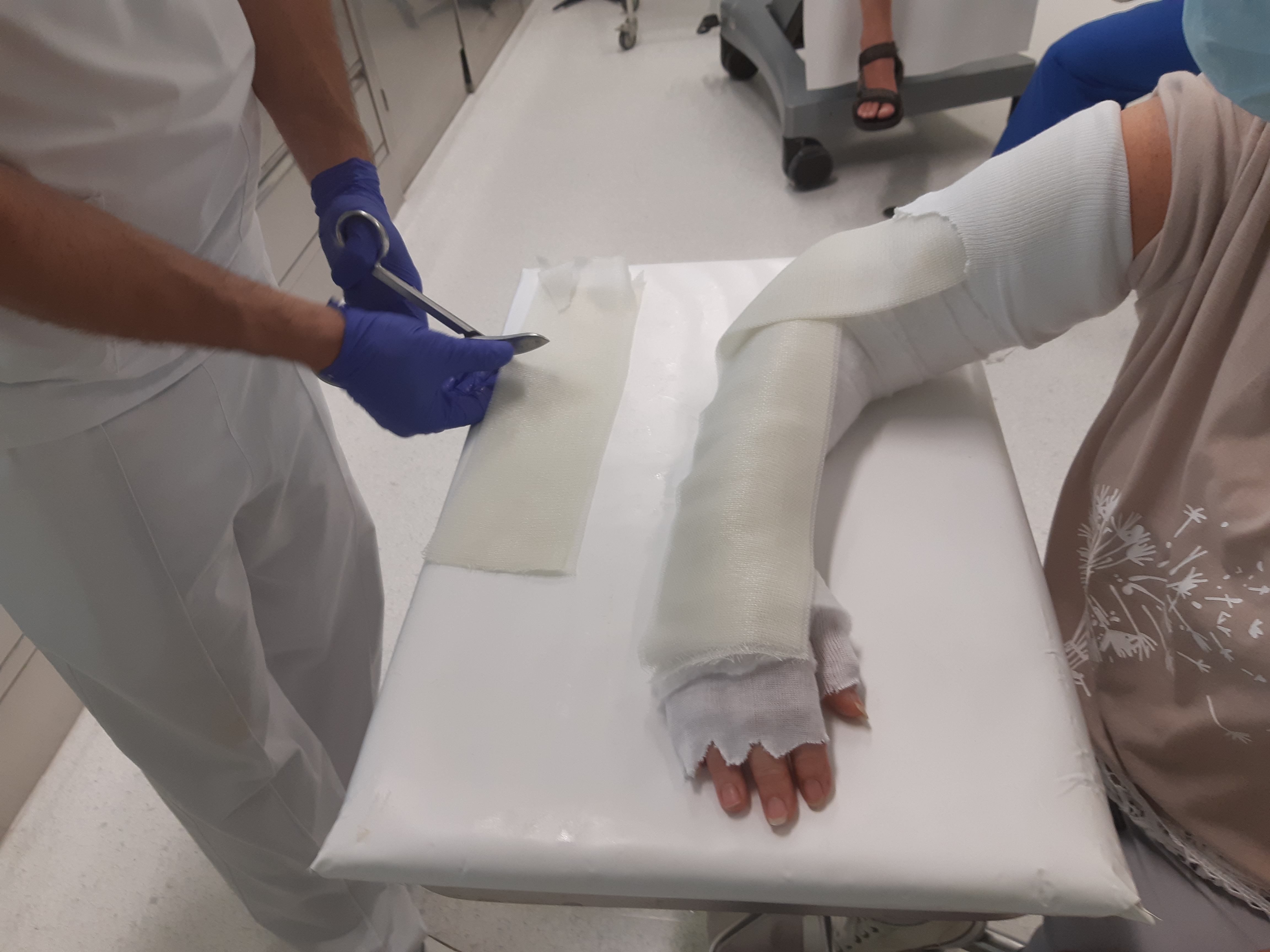
Етап 2-накладання лонгет
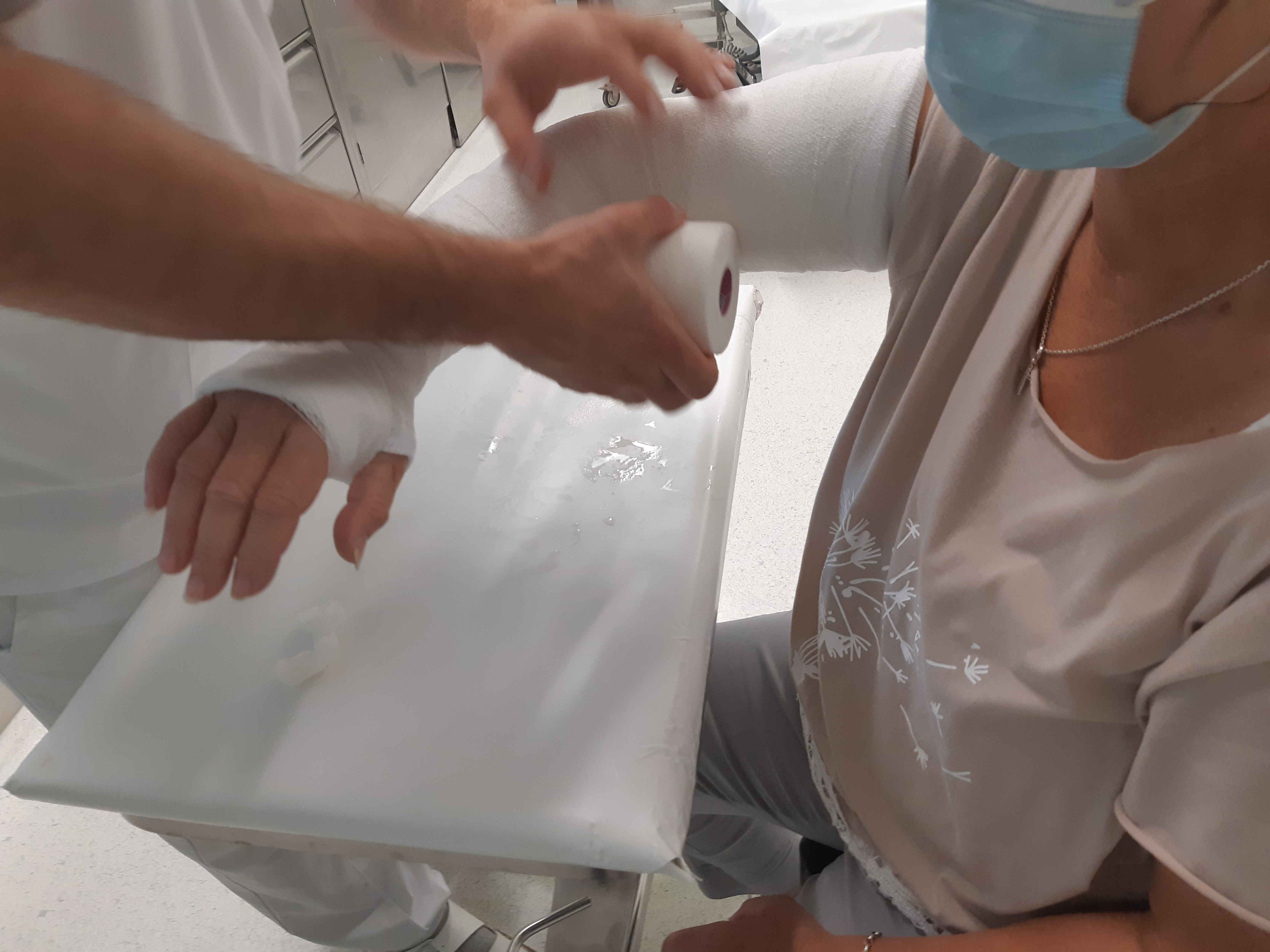
Етап 3-фіксування лонгет бинтом

## Ускладнення
Неправильно накладена гіпсова пов'язка замість користі завдасть певної шкоди.
Найменшим ускладненням є подразнення шкіри по краях гіпсової пов'язки та на кісткових виступах.
Гіпсові пов'язки можуть породжувати пролежні на місцях максимального тиску твердого гіпсу.
Необхідно проявляти максимальну пильність протягом першої доби щодо всіх глухих гіпсових пов'язок. Особлива увага має бути звернена на пов'язки, накладені на передпліччя і кисть, гомілку і стопу після різних операцій, тим більше кістково-суглобових та при тяжких переломах. У таких випадках треба з метою профілактики, після затвердіння гіпсу, розсікти пов'язку ножицями Штілле або, ще краще, вирізати з її на всю довжину смугу завширшки в 2-3 см.
В особливих випадках може відбутися безпосереднє здавлювання артерії внаслідок нерівностей і сильного тиску, який чинить глуха гіпсова пов'язка, що спричиняє значне зменшення або навіть припинення подачі артеріальної крові периферичним частинам кінцівки. У занедбаних випадках розвивається гангрена або компартмент-синдром. Через порушення артеріального кровопостачання м'язів та нервових стовбурів формується синдром Зудека чи навіть контрактури Фолькмана.
Одним з ускладнень може бути термічна травма (спричинена екзотермічною реакцією затвердіння гіпсу або скловолокна)
Через місцеву гіпокінезію кінцівки в гіпсовій пов'язці розвивається атрофія м'язів та контрактура суглобів. Після зняття гіпсової пов'язки внаслідок цього необхідно тривале відновлення функції пошкодженої кінцівки.

## Зняття гіпсової пов'язки
Показаннями для зняття гіпосової пов'язки є закнічення терміну іммобілізації; оніміння, поколювання, біль, який посилюється, або будь-яке інше відчуття, яке вказує, що гіпсова пов'язка накладена занадто туго; стороннє тіло, яке застрягло між шкірою та гіпсовою пов'язкою; пошкодження гіпсової пов'язки або її вологість; побоювання, пов'язані з можливим розвитком інфекційних ускладнень або пошкодження шкіри під гіпсовою пов'язкою, які потребують огляду.

Для зняття гіпсової пов'язки потрібні відповідні інструменти для розрізання та роздвигання гіпсової пов'язки й спеціальна осцилююча пила (потрібна також для зняття пов'язки з полімерних матеріалов).

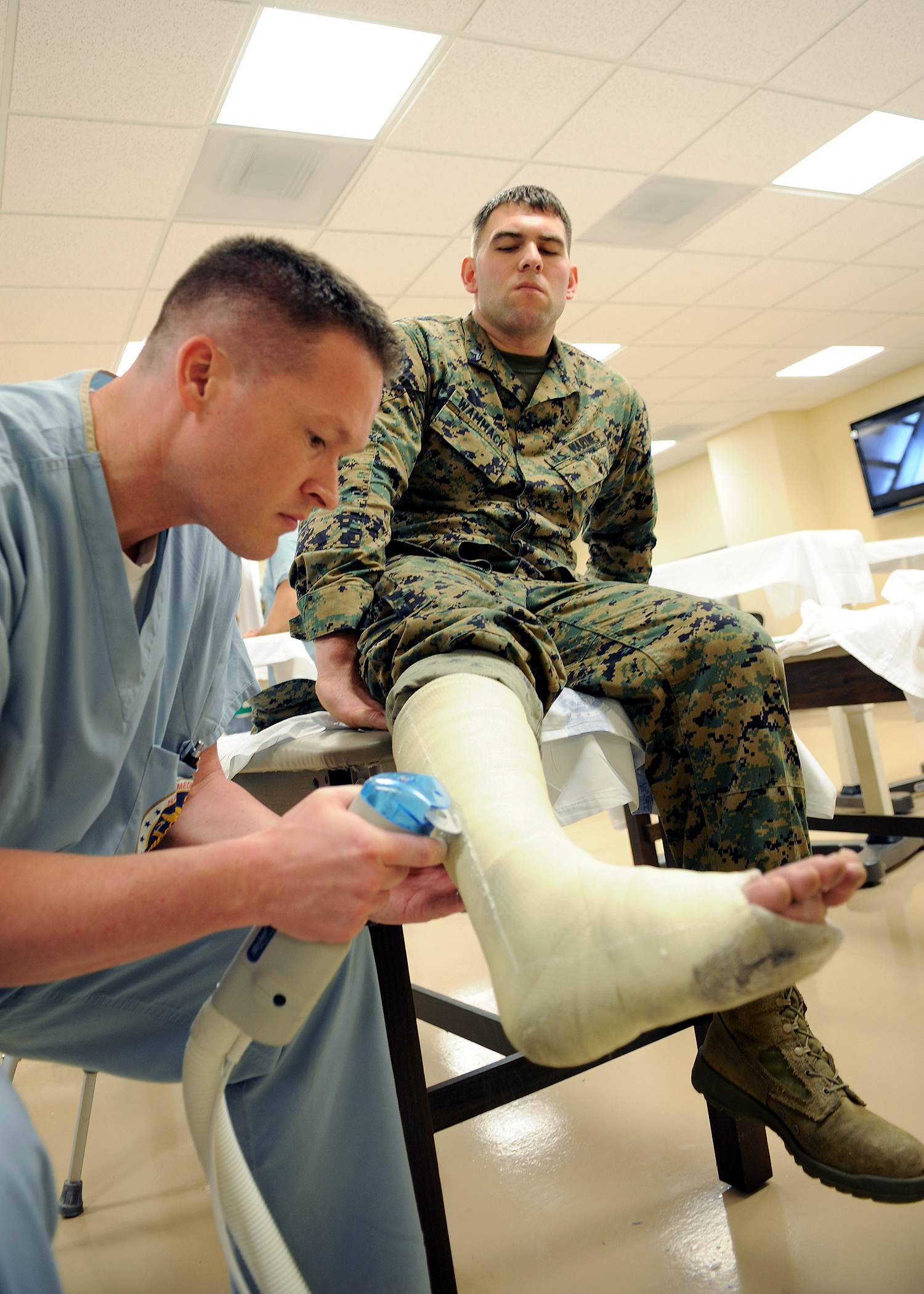
Зняття гіпсової пов’язки спеціальною осцилюючою пилою
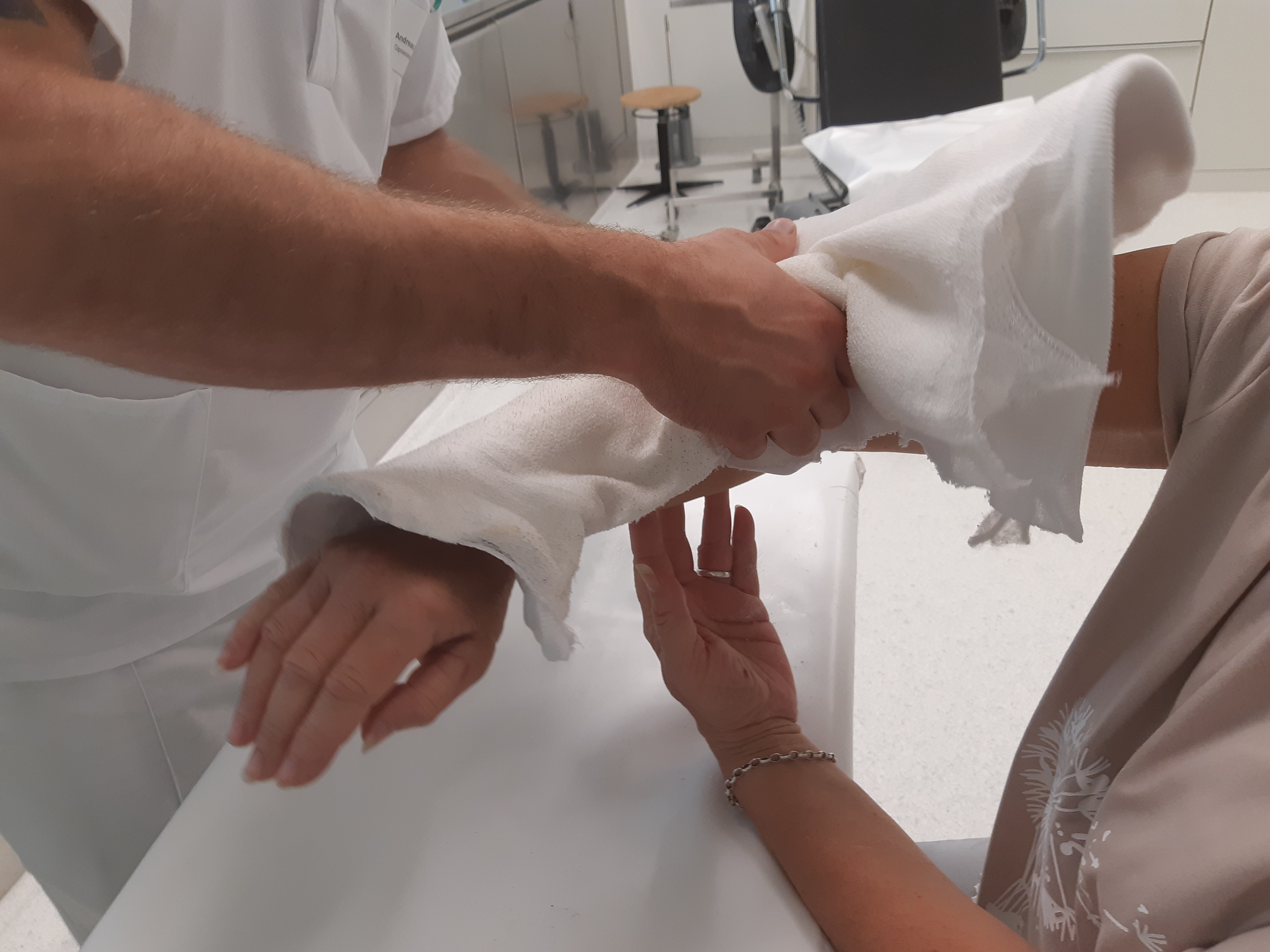
Зняття гіпсової лонгети після розрізання бинта ножицями

## У побуті
Для позначення процедури накладння гіпсових пов'язок, в розмовній мові, часто використовують ідіому «накласти гіпс» або «загіпсувати».
Доволі часто, пацієнти (особливо діти та підлітки), яким накладено гіпсову пов'язку, розмальовують білу поверхню пов'язки створюючи різноманітні малюнки

Марлен Дітріх, кіноактриса, ставить автограф на гіпсовій пов’язці на нозі солдата у лікарні Сполучених Штатів у Бельгії, де вона розважала військових, 1944 рік
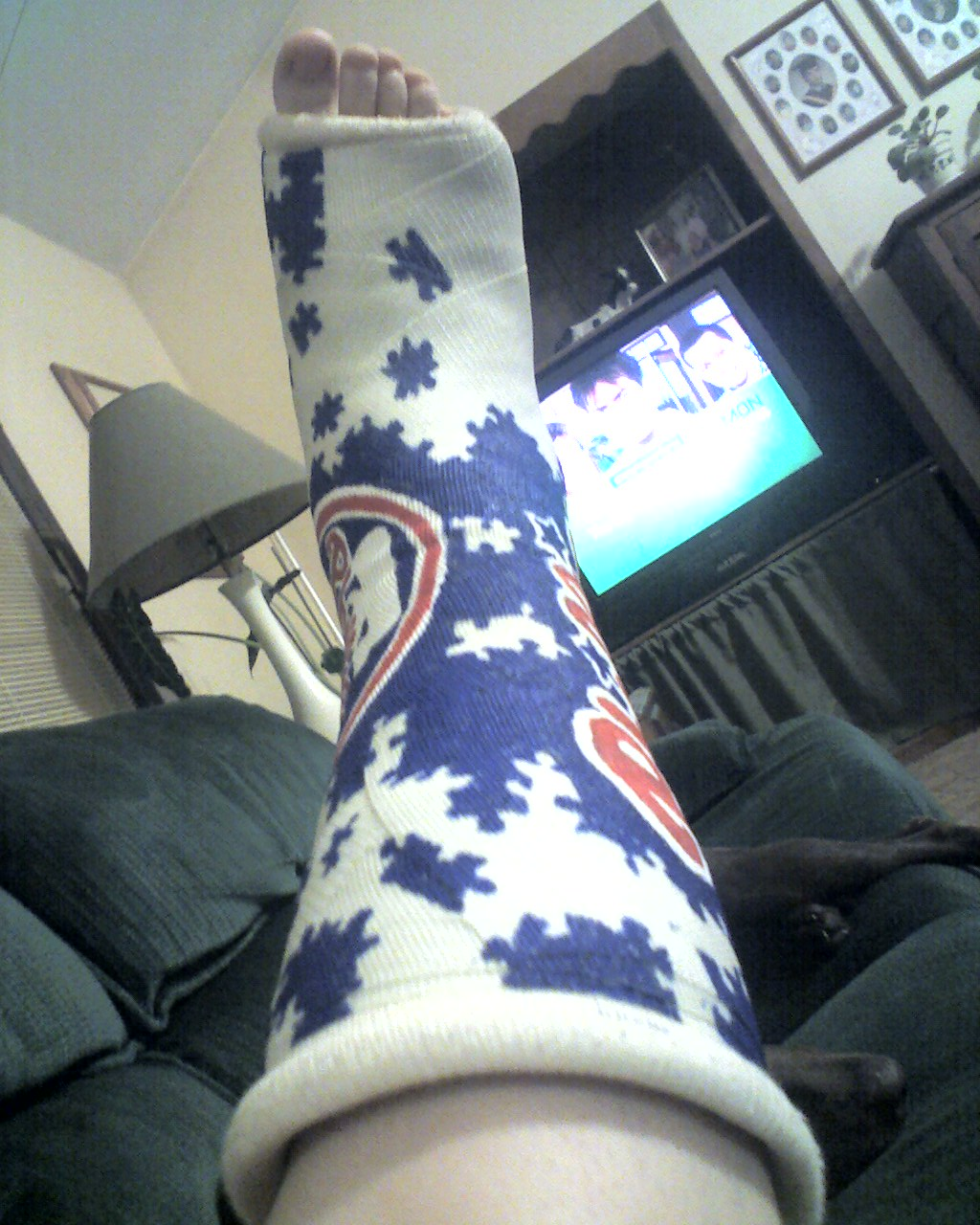
Розмальована гіпсова пов’язка

## У кінофільмах
- «Діамантова рука» знятий у 1968 році режисером Леонідом Гайдаєм. Головний герой Семен Горбунков, потрапляє в аферу контрабантистів і вимушений перевезти через кордон коштовності, які були сховані в гіпсовій пов'язці.
- «Безславні виродки» фільм режисера Квентіна Тарантіно знятий в 2008 році. Головні герої, американські диверсанти, маскують рану ноги своєї спільниці Брігіти, гіпсовою пов'язкою, шоб потрапити на прем'єру фільма до збіговиська нацистів.